# Duchnovits Sándor
Duchnovits Sándor (Aleksandr Duchnovič; Topolyán, 1803. április 24. – Eperjes, 1865. március 30.) ruszin származású kanonok, költő, író, a ruszin himnusz szövegének szerzője.

## Élete
Duchnovics középiskoláit Ungváron és Kassán, míg a teológiai tanulmányait Ungváron végezte. 1829-ben szentelték pappá, 1838-1841 között az ungvári szentszék jegyzője volt. Ezután 1843-tól Eperjesen kanonok. 1847-1848-ban jelen volt a pozsonyi országgyűlésen. 1859-ben saját könyvtárát a krasznibródi (Zemplén vármegye) bazilita kolostornak adományozta, hogy minden olvasni vágyó ember hozzájuthasson a könyvekhez. 1862-ben a szegény sorsú ruszin diákokat támogató Keresztelő Szent János Társaság megszervezésében segédkezett. Fontos szerepet játszott a ruszin (nemzeti) öntudat felébresztésében. Művei történelmi, jogi, pedagógiai munkák, tankönyvek és imakönyvek.

## Művei
- Corpus juris, in compendio exhibens: jus canonicum. Eperjesini, 1847. Két rész. Online
- Molitvennyik dlja russzkih gyetyej. Buda, 1854 (imakönyv orosz gyermekeknek)
- Narodnaja pedagogija. Lemberg, 1857 (nevelési tankönyv)
- Chljebi duši ili nabožnj molitbi i pjesni. Bpest, 1883. és 1886 (Lelki kenyér, avagy ájtatos imádságok)

Az eperjesi egyházmegye történetét, melyet latinul irt és kéziratban hagyott hátra, Drohobeczky Gyula fordította magyarra és kiadta a Kelet c. lapban, 1890.